# Johan Casimir van Saksen-Coburg
Johan Casimir van Saksen-Coburg (Gotha, 12 juni 1564 - Coburg, 16 juli 1633) was van 1572 tot 1596 hertog van Saksen-Coburg-Eisenach en van 1596 tot aan zijn dood hertog van Saksen-Coburg. Hij behoorde tot de Ernestijnse linie van het huis Wettin.

## Levensloop

### Jeugd
Johan Casimir was de derde zoon van hertog Johan Frederik II van Saksen uit diens tweede huwelijk met Elisabeth, dochter van keurvorst Frederik III van de Palts.
In 1566 werd zijn vader afgezet als hertog van Saksen, waarna hij de rest van zijn leven in keizerlijke gevangenschap bleef. Johan Casimir en zijn broers werden vervolgens onder de voogdij geplaatst van hun oom Johan Willem van Saksen-Weimar, die van keizer Maximiliaan II ook voormalige gebieden van Johan Frederik kreeg toegewezen. Later viel ook Johan Willem in de ongunst van de keizer. In 1572 confisqueerde Maximiliaan II de vroegere gebieden van Johan Frederik en schonk hij ze aan Johan Casimir en zijn jongere broer Johan Ernst. De gebieden waarover ze regeerden, de zuidelijke en westelijke delen van Thüringen, stonden bekend als het hertogdom Saksen-Coburg-Eisenach. Zolang beide broers minderjarig waren, werden deze gebieden geregeerd door drie regenten: hun grootvader langs moederskant Frederik III van de Palts, keurvorst Johan George van Brandenburg en keurvorst August van Saksen. Vanaf december 1572 resideerden de broers in Coburg.

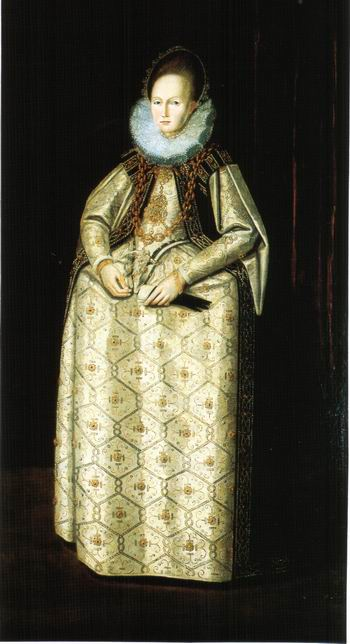
Zijn eerste echtgenote Anna van Saksen.

Van 1578 tot 1581 studeerden Johan Casimir en Johan Ernst aan de Universiteit van Leipzig. Toen Johan Casimir op 13 januari 1586 in Dresden huwde met Anna van Saksen (1567-1613), dochter van keurvorst August, werden beide broers volwassen verklaard en begonnen ze zelfstandig te regeren over Saksen-Coburg-Eisenach. Tien jaar later, in 1596, beslisten de broers om Saksen-Coburg-Eisenach onderling te verdelen: Johan Ernst kreeg het zelfstandige hertogdom Saksen-Eisenach, terwijl Johan Casimir Saksen-Coburg behield.

### Regering
Onder het bewind van Johan Casimir kende zijn residentiestad Coburg zijn eerste culturele piek. Hij liet het Slot Ehrenburg herbouwen in renaissancestijl en het kasteel van Callenberg werd uitgebreid tot een jachtslot. De kapel van dit kasteel werd in 1618 ingewijd en was zo het eerste protestantse kerkgebouw in Coburg. De veste van Coburg werd onder zijn bewind herbouwd in een fort en op de marktplaats werden de regeringsgebouwen herbouwd. In 1598 verfraaide hij ter ere van zijn ouders het koor van de Martinuskerk van Coburg met een twaalf meter hoog en rijk gebeeldhouwd epitaaf, een van de mooiste renaissance-epitafen van Duitsland. Bovendien stichtte hij het Gymnasium Casimirianum, breidde hij zijn bibliotheek uit door verschillende boekencollecties te erven en huurde hij in 1603 componist Melchior Franck in als kapelhofmeester. De hofhouding van Johan Casimir telde op zijn hoogtepunt 213 mensen en 130 paarden.
Op politiek vlak slaagde hij erin om de keizerlijke riddergemeenschap te onderwerpen door zijn soevereiniteit over de jurisdictie van hun goederen. Ook gaf Johan Casimir het bevel om een lutherse staatskerk te installeren met de hertog van Saksen-Coburg als kerkhoofd. Als enige hoogste autoriteit op het vlak van justitie en religie in zijn gebied stichtte hij in 1589 ook verschillende gerechtshoven: een speciaal gerechtshof voor de edelen, een hof van beroep en een gewoon gerechtshof. In 1593 stichtte hij een eigen consistorie voor zijn lutherse staatskerk. Hij had eveneens een sterk administratieapparaat, dat tot lang na zijn dood bleef bestaan en verschillende politieke omwentelingen overleefde.
Tijdens de Dertigjarige Oorlog wist Johan Casimir Saksen-Coburg neutraal te houden, totdat hij in 1631 een bondgenootschap sloot met koning Gustaaf II Adolf van Zweden. In 1632 werd Coburg bezet door de keizerlijke troepen onder leiding van Albrecht von Wallenstein, maar een beleg van de Veste van Coburg door dit leger mislukte.

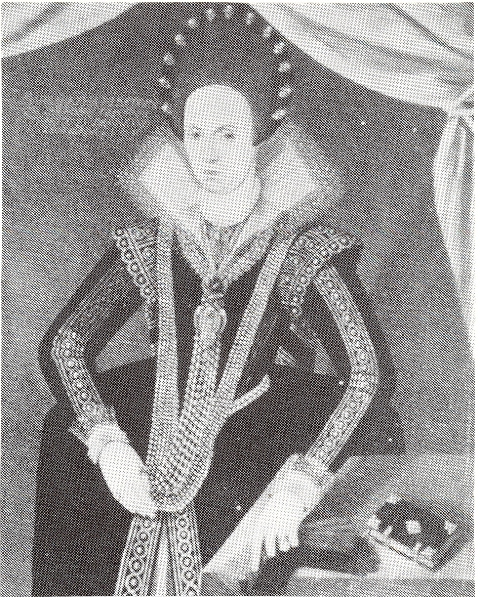
Zijn tweede echtgenote Margaretha van Brunswijk-Lüneburg.

Onder zijn bewind waren de heksenvervolgingen en -verbrandingen op een hoogtepunt. Zo gaf hij zijn goedkeuring voor 178 heksenprocessen. Nadat zijn eerste echtgenote Anna overspel had gepleegd met Ulrich van Liechtenstein, liet hij zich in 1593 van haar scheiden en haar voor de rest van haar leven opsluiten in de Veste van Coburg. Op 16 september 1599 hertrouwde hij met Margaretha van Brunswijk-Lüneburg (1573-1643), dochter van hertog Willem de Jongere van Brunswijk-Lüneburg en Dorothea van Denemarken.
Johan Casimir overleed in juli 1633 op 69-jarige leeftijd. Aangezien hij geen nakomelingen had, werden zijn gebieden geërfd door zijn jongere broer Johan Ernst. Hij werd bijgezet in de Mauritskerk van Coburg.

## Voorouders
| Voorouders van Johan Casimir van Saksen-Coburg | Voorouders van Johan Casimir van Saksen-Coburg                                | Voorouders van Johan Casimir van Saksen-Coburg                                | Voorouders van Johan Casimir van Saksen-Coburg                                | Voorouders van Johan Casimir van Saksen-Coburg                                | Voorouders van Johan Casimir van Saksen-Coburg                                     | Voorouders van Johan Casimir van Saksen-Coburg                                     | Voorouders van Johan Casimir van Saksen-Coburg                                     | Voorouders van Johan Casimir van Saksen-Coburg                                     |
| ---------------------------------------------- | ----------------------------------------------------------------------------- | ----------------------------------------------------------------------------- | ----------------------------------------------------------------------------- | ----------------------------------------------------------------------------- | ---------------------------------------------------------------------------------- | ---------------------------------------------------------------------------------- | ---------------------------------------------------------------------------------- | ---------------------------------------------------------------------------------- |
| Overgrootouders                                | Johan de Standvastige (1468–1532) ∞ Sophia van Mecklenburg (1481-1503)        | Johan de Standvastige (1468–1532) ∞ Sophia van Mecklenburg (1481-1503)        | Johan III van Kleef (1490-1539) ∞ Maria van Jülich-Berg (1491-1543)           | Johan III van Kleef (1490-1539) ∞ Maria van Jülich-Berg (1491-1543)           | Johan II van Palts-Simmern (1492-1557) ∞ Beatrix van Baden (1492-1535)             | Johan II van Palts-Simmern (1492-1557) ∞ Beatrix van Baden (1492-1535)             | Casimir van Brandenburg-Kulmbach (1481-1527) ∞ Susanna van Beieren (1502-1543)     | Casimir van Brandenburg-Kulmbach (1481-1527) ∞ Susanna van Beieren (1502-1543)     |
| Grootouders                                    | Johan Frederik I van Saksen (1503–1554) ∞ Sibylla van Kleef (1512-1554)       | Johan Frederik I van Saksen (1503–1554) ∞ Sibylla van Kleef (1512-1554)       | Johan Frederik I van Saksen (1503–1554) ∞ Sibylla van Kleef (1512-1554)       | Johan Frederik I van Saksen (1503–1554) ∞ Sibylla van Kleef (1512-1554)       | Frederik III van de Palts (1515-1576) ∞ Maria van Brandenburg-Kulmbach (1519-1567) | Frederik III van de Palts (1515-1576) ∞ Maria van Brandenburg-Kulmbach (1519-1567) | Frederik III van de Palts (1515-1576) ∞ Maria van Brandenburg-Kulmbach (1519-1567) | Frederik III van de Palts (1515-1576) ∞ Maria van Brandenburg-Kulmbach (1519-1567) |
| Ouders                                         | Johan Frederik II van Saksen (1529-1595) ∞ Elisabeth van de Palts (1540-1594) | Johan Frederik II van Saksen (1529-1595) ∞ Elisabeth van de Palts (1540-1594) | Johan Frederik II van Saksen (1529-1595) ∞ Elisabeth van de Palts (1540-1594) | Johan Frederik II van Saksen (1529-1595) ∞ Elisabeth van de Palts (1540-1594) | Johan Frederik II van Saksen (1529-1595) ∞ Elisabeth van de Palts (1540-1594)      | Johan Frederik II van Saksen (1529-1595) ∞ Elisabeth van de Palts (1540-1594)      | Johan Frederik II van Saksen (1529-1595) ∞ Elisabeth van de Palts (1540-1594)      | Johan Frederik II van Saksen (1529-1595) ∞ Elisabeth van de Palts (1540-1594)      |
| Johan Casimir van Saksen-Coburg (1584-1633)    |                                                                               |                                                                               |                                                                               |                                                                               |                                                                                    |                                                                                    |                                                                                    |                                                                                    |